# Rafael Gómez (escritor)
Rafael Gómez (Pátzcuaro, Michoacán, 23 de septiembre de 1835 - ibídem, 15 de mayo de 1908) fue un abogado, escritor, político y académico mexicano.

## Semblanza biográfica
Realizó sus estudios en el Seminario Conciliar de Morelia, obtuvo el título de abogado en 1860. Como escritor, publicó poemas y artículos en periódicos de tinte conservador, tales como La Lealtad, La Rosa de Michoacán, La Idea Católica, El Oriente, La Unión y La Sociedad Católica.
Fue nombrado miembro correspondiente de la Academia Mexicana de la Lengua en 1887, y miembro de número en 1898, tomó posesión de la silla XVII, el 15 de mayo del mismo año. Sirvió al Segundo Imperio Mexicano como oficial mayor de la Secretaría de Gobierno y como alcalde municipal.  Fue condecorado con la Cruz de la Orden de Guadalupe por Maximiliano de Habsburgo. Murió en su ciudad natal el 15 de mayo de 1908.

## Obras publicadas
Su obra refleja su convicción cristiana, ente sus títulos se encuentran:
- La nigromancia resucitada, o sea, el magnetismo, el sonambulismo y el espiritismo.
- El catecismo del padre Ripalda.
- Cristóbal Colón o el descubrimiento del Nuevo Mundo.
- "Prólogo" de  Poesías de Tirso Rafael Córdoba (1872).